# Росс Макдональд
Росс Макдональд (англ. Ross Macdonald, справжнє ім'я Кеннет Міллар, англ. Kenneth Millar; 13 грудня 1915, Лос-Гатос, Санта-Клара, Каліфорнія, США — 11 липня 1983, Санта-Барбара, Каліфорнія, США) — американо-канадський письменник, автор романів крутого детективного жанру. Він відомий завдяки своїй серії романів, дія яких відбувалась у Південній Каліфорнії, а головним героєм був приватний детектив Лью Арчер.

## Біографія

### Ранні роки
Народився в Лос-Гатосі, штат Каліфорнія, але виріс у рідному місті батьків, Кітченері (Онтаріо, Канада), де він розпочав навчання в коледжі. Коли його батько кинув свою сім'ю, Макдональд жив зі своєю матір'ю та іншими родичами, переїжджаючи кілька разів до свого 16-річчя.

### Письменницька кар'єра
Міллар розпочав свою письменницьку діяльність, пишучи історії для журналів і використавши своє справжнє ім'я для перших чотирьох романів. Він закінчив останній з них «Темний тунель» у 1944 році. Після служби в морі офіцером морського зв'язку з 1944 по 1946 рік Міллар повернувся до Мічигану, де здобув ступінь доктора філософії з літератури.
У Канаді він закінчив Університет Західного Онтаріо за спеціальностями історія та англійська мова.
Він познайомився і одружився з Маргарет Штурм у 1938 році. Сім'я переїхала з Кітченера в Санта-Барбару в 1946 році. У них народилася дочка Лінда. У 1959 році Лінда зникла зі свого гуртожитку в приватному коледжі та стала фігурантом гучної справи про зниклих безвісти. Вона з дитинства була неспокійною дитиною. За кілька років до свого зникнення, у шістнадцять років, вона була водієм, коли сталася аварія в Санта-Барбарі, в результаті якої загинув підліток. Лінда тоді потрапила в психіатричну виправну установу. Вона померла в 1970 році. Тяжкий пошук Лінди пошкодив Макдональду. Його госпіталізували через сильне психічне виснаження. Покинувши лікарню, він проходив курс серйозної психіатричної доомоги, що змінив хід його творчості й курс американської криміналістики.
Маргарет взяла його прізвище, надалі стала теж письменницею детективних романів. Свій п'ятий роман, в 1949 році, він підписав як Джон Макдональд, щоб уникнути плутанини зі своєю дружиною, яка досягала власного успіху як Маргарет Міллар. Потім він ненадовго змінив свій псевдонім на Джон Росс Макдональд, перш ніж зупинитися на Россі Макдональді, щоб не плутати його з письменником Джоном Д. Макдональдом, який писав під своїм справжнім іменем. Міллар використовував псевдонім «Росс Макдональд» у всій своїй творчості з середини 1950-х років. Більшість його книг написано в Санта-Барбарі. У цих книгах місто, де працює детектив Лью Арчер, має вигадану назву Санта-Тереза.
У 1983 році Росс Макдональд помер від хвороби Альцгеймера.

## Творчість
Вперше Макдональд представив жорсткого, але гуманного приватного детектива Лью Арчера в оповіданні «Знайди жінку» 1946 року, яке він підписав як Кен Міллар. Перший роман за його участю «Рухлива мішень» опублікований у 1949 році і став першим із вісімнадцяти. Макдональд згадав у передмові до омнібусу «Стрілець» у Голлівуді, що ім'я його персонажа походить від партнера персонажа Дешилла Геммета Сема Спейда Майлза Арчера та Лью Воллеса, автора книги «Бен-Гур», хоча Лью Арчер зроблений за зразком персонажа Реймонда Чандлера Філіпа Марлоу.
Лью Арчер підсумовує фразою «Це все один випадок» розслідування трьох, здавалося б, не пов'язаних між собою вбивств у кульмінації «Катафалк, смугастий наче зебра» — класичного каліфорнійського кримінального роману Роса Макдональда 1962 року. Ці чотири слова надовго пережили б книгу. Сьогодні вони так само тісно пов'язані з Арчером і його творцем, як і будь-які інші твори. Арчер пояснив свою теорію суворо екзистенціальними термінами: «Минуле — це ключ до сьогодення. Люди починають молодими на шляху до того, щоб стати вбивцями. Вони починають однаково молодими на шляху до того, щоб стати жертвами. Коли два шляхи перетинаються, то відбувається жорстокий злочин». Визначення зв'язків між минулим і сьогоденням дозволило Арчеру проводити тонку межу між провиною та невинністю. Росс Макдональд був майстром у реалізації цих зв'язків. У світі Макдональда жоден насильницький злочин не відбувається у вакуумі; кожен акт насилля сягає корінням у минуле. І цілісність системи правосуддя залежить від розуміння цих зв'язків.
Починаючи з 1960 року, кримінальні романи Макдональда ставали дедалі особистішими, а його герой Лью Арчер перетворився з хрестоносця на такого приватного детектива, який шукає першопричини насильства, прагнучи зрозуміти, а не просто розкрити злочин. У книжковому світі Макдональда будь-які стосунки між батьками та дітьми — це пастка, від якої нікуди не можна подітися, кожен насильницький злочин має коріння в сім'ї, і кожен представник влади є співучасником. Він також простежує сліди, залишені постраждалими батьками та дітьми, які є персонажами його романів.
Через подібність сюжетних ліній, книги про Лью Арчера викликають критику, що кожна книга «показує себе одразу себе романом Росса Макдональда». В інтерв'ю журналісту журналу Rolling Stone Полу Нельсону Макдональд відповів на звинувачення, прийнявши його, проте заявивши, що він дивиться на романи про Лью Арчера колективно, а не окремо, і що вираз «це все один випадок» насправді «відображає моє відчуття того, що всі ми є членами одного тіла до такої міри, про яку ми не маємо уявлення, крім моментів того, що можна назвати одкровенням». Макдональд додав: «Я думаю, що це буквально правда — ми живемо або вмираємо разом».
З хвилею публікацій 2010-х років творчість Макдональда, який помер у 1983 році, переживає ренесанс, багато в чому завдяки публікації тритомного його канону про кримінальну літературу, яку відредагував невтомний біограф Макдональда Том Нолан і випустила Бібліотека Америки.

## Твори

### Позасерійні ранні романи про Чета Гордона, написані під справжнім прізвищем Кеннет Міллар
- The Dark Tunnel [en](1944) (також опублікований у 1955 році як I Die Slowly) (Темний тунель / Я помер повільно);
- Trouble Follows Me[en] (1946) (Неприємності слідують за мною);

### Роман, написаний під псевдонімом Джон Росс Макдональд
- Meet Me at the Morgue (aka Experience With Evil) (1953) (Зустрінь мене в моргу / Досвід з дияволом).

### Роман, написаний під псевдонімом Росс Макдональд
- The Ferguson Affair (1960) (Справа Фергюсона).

### Серія Лью Арчера
- The Moving Target[en] (1949) (Ціль, яка рухається);
- The Drowning Pool[en] (1950) (Басейн, що тече);
- The Way Some People Die[en] (1951) (Шлях, на якому деякі гинуть);
- The Ivory Grin (aka Marked for Murder) (1952) (Слоновий оскал / Позначений для вбивства);
- Find a Victim (1954) (Знайди жертву);
- The Barbarous Coast (1956) (Варварський берег);
- The Doomsters[en] (1958) (Думстери);
- The Galton Case[en] (1959) (Випадок Гелтона);
- The Wycherly Woman (1961) (Жінка з Вічерлі);
- The Zebra-Striped Hearse[en] (1962) (Катафалк, смугастий наче зебра);
- The Chill (1964) (Озноб);
- The Far Side of the Dollar (1965) (Інший бік долара);
- Black Money[en] (1966) (Чорні гроші);
- The Instant Enemy (1968) (Миттєвий ворог);
- The Goodbye Look (1969) (До побачення);
- The Underground Man (1971) (Людина підземелля);
- Sleeping Beauty[en] (1973) (Спляча красуня);
- The Blue Hammer (1976) (Блакитний молот);
- The Archer Files (2007) (Файли Арчера) (повна збірка оповідань про Лью Арчера).

### Недетективні романи
- On Crime Writing (1973) (Як писати про злочини);
- Self-Portrait, Ceaselessly Into the Past (1981) (Автопортрет, повернутий у минуле).